# Badalisc

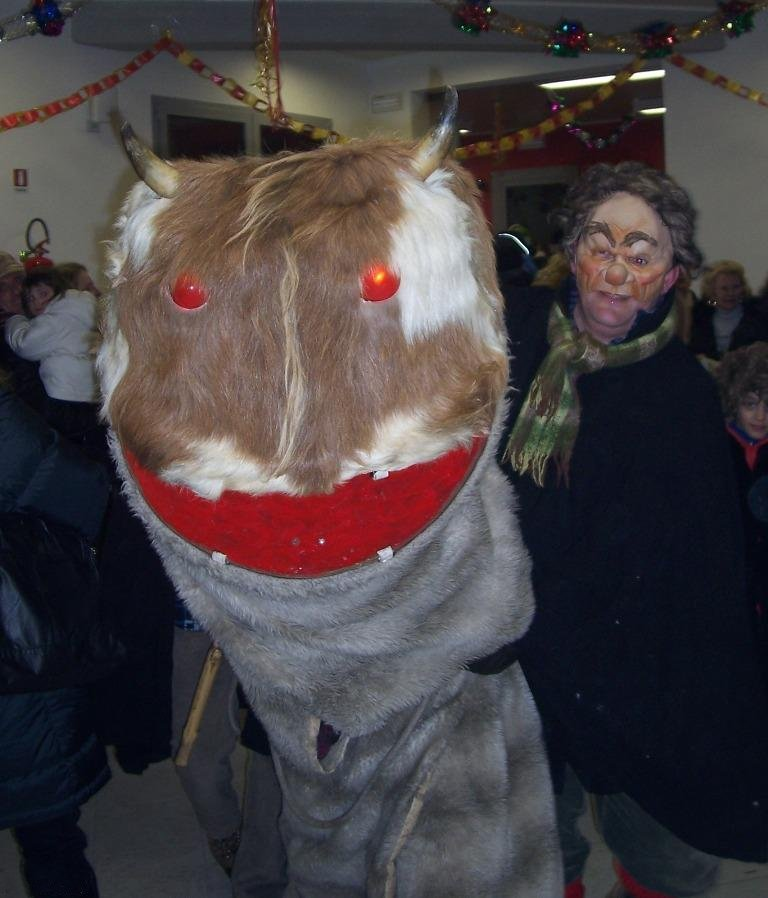
Badalisc

Badalisc (pravděpodobně podle výrazu bazilišek) je bytost z folklóru italské oblasti Val Camonica, jejíž kult podobně jako Krampus pochází z tradic původních pohanských obyvatel Alp. Podle pověstí je to obyvatel odlehlých horských lesů, kterému je nejlepší se vyhnout. Pouze jednou za rok, v předvečer svátku Tří králů, je Badalisc vylákán, přičemž mladá žena slouží jako návnada, „polapen“ a přiveden do vesnice Andrista. Zde se koná velký maskovaný průvod s pochodněmi, zvoněním a tlučením holemi, v němž kráčí svázaný místní muž představující Badalisca: je pokrytý kozí srstí, má velkou kulatou hlavu s rohy, rudě žhnoucíma očima a obrovskými ústy. Z balkónu radnice je pak přednesen projev (sám Badalisc je němý a mluví za něj „tlumočník“) v tradici italských posměšných básniček zvaných „bosinada“, který pranýřuje charakteristické slabosti jednotlivých místních obyvatel. Následuje slavnost s tancem a zpěvem, na níž se pojídá polenta ze surovin posbíraných mezi místními obyvateli. Následujícího dne se Badalisc vrací do lesů a končí vánoční svátky.